# 茶井木竜象
茶井木竜象（ちゃいぎ たつぞう、1970年8月5日-）は栃木県下都賀郡出身のピン芸人である。正式名はラブスペシャリスト茶井木竜象。血液型はB型→AB型。
年に数回行われる単独の恋愛講習ライブ『LOVE LOVE LIVE』はエンターテイメント性が高く、自己開示ラップ、恋愛心理学や血液型診断を取り入れたスタンドアップコメディー、パフォーマンスなどで独自のライブスタイルを築く。1時間以上のライブは毎回違った構成やネタを考えているため、同じものが一つとして無い。見る者にとっては毎回新鮮な、大人のための恋愛講習である。ラブスペシャリストこと茶井木先生はボディーガード兼アシスタントのラブレギュラーと共に華やかに登場し、ラブメイツ（会場の客）を盛り上げていく。
衣装に心理学用語などが書かれている。特にF1層に人気が高い。2005年12月に完全観客参加型の恋愛バラエティイベント『こころのガッコウ』を開校。風水心理カウンセラーと一緒に、観客のアンケートを元に恋愛心理や恋愛パターンなどを解き明かしていく。

## 略歴
- 1998年に所属事務所から独立し、W・E・S・T カンパニー設立。
- 1998年から2006年までライブの他、イベントMCやラジオ番組のメインパーソナリティとして活動。
- 2006年4月、以前所属していた事務所と協力関係を結ぶ。
- 2006年、第4回お笑いホープ大賞決勝進出。
- 2007年時点で、葛飾エフエム放送でお昼のワイド番組『かつしかSUNSUNワイド』（火曜日午前11時〜）と、プロレス番組『お笑いプロレス道場Ｇ』（水曜日午後11時〜）のメインパーソナリティを担当していた。
- 2015年3月、ミス フーターズジャパン コンテスト2015のメインMCを担当。

## 特技
- ヘアーメイク（元美容室店長）
- メイクアップ（化粧品販売DJ）
- 恋愛カウンセリング